# Maladera sapitana
Maladera sapitana är en skalbaggsart som beskrevs av Moser 1916. Maladera sapitana ingår i släktet Maladera och familjen Melolonthidae. Inga underarter finns listade i Catalogue of Life.